# Allensville (Kentucky)
Allensville – miasto w Stanach Zjednoczonych, w stanie Kentucky, w hrabstwie Todd.